# Шубоссинни, Николай
Никола́й Васи́льевич Шубоссинни́ (чув. Николай Шупуҫҫынни, настоящая фамилия Васи́льев; 26 ноября 1889, Икково, Чебоксарский уезд, Казанская губерния, Российская империя — 13 февраля 1942, Сухобезводное, Горьковская область, РСФСР, СССР) — чувашский поэт, прозаик и переводчик.

## Биография
В 1905—1907 годах учился в Симбирской чувашской школе. Был отчислен, позднее приглашён для перевода Библии. Литературным трудом занимался с 1906 года. Первые стихотворения, сказки и поэму напечатал в 1908 году в сборнике «Сказки и предания чуваш». С 1909 года — сельский учитель. В 1911 году выпустил сборник стихов. В 1914—1918 годах участвовал в Первой мировой войне. Фронтовые стихи увидели свет в альманахе «Вӑрҫӑ» («Война»).
Шубоссини написал поэмы «Юбари» и «Пуп земли», посвящённые Октябрьской революции и Коминтерну, а также поэму из истории революционной борьбы чувашей во времена пугачёвщины «Фаворит» («Иеркень») и сборник стихов «Весенние мотивы» (1930). Некоторые его произведения переведены на немецкий, французский и английские языки.
В советское время работал в военном комиссариате, земельном комиссариате. Занимал должность председателя правления Чувашпроизводсоюза, руководителя оргкомитета Союза писателей Чувашии, редактора журнала «Сунтал». С 1934 года — член Союза писателей СССР.
Из-под его пера вышли поэма «Еркӗн» («Фаворит»), рассказы, очерки, повести, статьи, «Краткий очерк истории чувашской литературы» (1930). Также он сочинил либретто для оперы «Силпи» (1936); издал «Чувашские сказки» (1937). Переводил стихотворения А. С. Пушкина, Михаила Лермонтова на чувашский.
В 1936—1937 гг. был директором Чувашского научно-исследовательского института культуры.
В 1937 году арестован. В газете «Красная Чувашия» под заголовком «Японский шпион» была опубликована статья о писателе Н. В. Шубоссинни. По словам Тани Юн, он жил в квартире бывшего японского атташе; эту квартиру ему купили как сотруднику Колхозцентра.
Умер 13 февраля 1942 года в лагере системы ГУЛАГ Унжлаг под станцией Сухобезводное (Горьковская область).

## Память
- В 1955 году реабилитирован.
- Установлен памятник у средней школы в родной деревне Иккасы.
- Памятная доска на доме в Чебоксарах, где жил писатель.
- Именем писателя названа улица в Чебоксарах.